# نوولارا
نوولارا (به ایتالیایی: Novellara) یک کومونه در ایتالیا است که در استان رجو امیلیا واقع شده‌است. نوولارا ۵۸ کیلومتر مربع مساحت و ۱۳٬۹۵۵ نفر جمعیت دارد و ۲۴ متر بالاتر از سطح دریا واقع شده‌است.

## خواهرخوانده
شهرهای ناوه شالوم، نوی ییچین، سانکتی اسپیریتوس و Santa Gertrudes خواهرخوانده‌های نوولارا هستند.